# Międzynarodowy Instytut Teatralny
Międzynarodowy Instytut Teatralny (ang. International Theatre Institute – ITI, fr. Institut International du Théâtre) – założony w 1948 w Pradze przez osiem państw, w tym Polskę, aktualnie skupiający około stu ośrodków narodowych.
Obecnie działa pod auspicjami UNESCO. Instytut rozwija kontakty wśród twórców, wymianę doświadczeń między twórcami, inicjuje i wspiera badania nad teatrem, organizuje konferencje i odczyty, udziela stypendiów, rozwija kontakty międzynarodowe, tworzy Międzynarodową Akademię Sztuk Scenicznych, patronuje festiwalowi Teatru Narodów i obchodom corocznego Międzynarodowego Dnia Teatru.
Główny sekretariat Instytutu mieści się w Paryżu. Kongresy odbywają się co dwa lata.

## Polski Ośrodek ITI

### Działalność
Polskie Centrum ITI zostało założone w 1958 roku. Ośrodek ITI w Warszawie wydawał w latach 1958–2009 dwujęzyczne pismo Le Théâtre en Pologne (The Theatre in Poland), docierało ono do ok. 120 krajów świata. Od 1978 roku działa jako stowarzyszenie rejestrowe.
Polski Ośrodek ITI zorganizował w Polsce wiele imprez międzynarodowych, m.in. X Światowy Kongres ITI (1963), Sezon Teatru Narodów (1975), sympozjum na temat kształcenia reżyserów teatralnych (1980), seminarium Strindbergowskie (1984), kolokwium Translating Plays (1985), sesję Tradycje narodowe i balet (1985), seminarium Witkiewicz i teatr (1985), seminarium Teatr i wideo (1989). 
Polski Ośrodek ITI wydał także wiele publikacji książkowych poświęconych teatrowi polskiemu. Obecnie Ośrodek zajmuje się: organizowaniem wyjazdów polskich reprezentantów na zagraniczne seminaria, festiwale, warsztaty teatralne; przyznawaniem nagród; koordynacją corocznych obchodów Międzynarodowego Dnia Teatru i Międzynarodowego Dnia Tańca; a także prowadzeniem biblioteki teatralnej i fototeki teatru polskiego.

### Nagrody
- Nagroda im. Stanisława Ignacego Witkiewicza - przyznawana od 1983 roku, w jej ramach nagrody otrzymują:
  - Corocznie cudzoziemcy za zasługi w promowaniu polskiego teatru na świecie. Laureata wyłania specjalna komisja, w której skład wchodzą przedstawiciele Ministerstwa Kultury i Dziedzictwa Narodowego, Instytutu Teatralnego im. Zbigniewa Raszewskiego, a także przedstawiciele Zarządu PO ITI[7].
  - Polscy twórcy i ludzie kultury za popularyzację polskiego teatru na świecie. Laureatów wyłania Sekcja Krytyków Teatralnych PO ITI[8].
  - Autorzy najlepszej książki o tematyce teatralnej; "Teatralna Książka Roku". Laureatów wyłania Sekcja Krytyków Teatralnych PO ITI

- Nagroda im. Teresy Roszkowskiej - przyznawana wspólnie z Fundacją im. Leona Schillera od 1997 roku dla najlepszych młodych scenografów[7].

### Władze
W 1970 roku, funkcję sekretarza generalnego Polskiego Ośrodka ITI objął Zygmunt Hübner.
Przewodniczącymi Polskiego Ośrodka Międzynarodowego Instytutu Teatralnego (ITI) byli:
- 1955–1970: Bohdan Korzeniewski (następnie do 1992 pełnił tę funkcję honorowo);
- 1970–1996: Janusz Warmiński (1979–85 także przewodniczący Komitetu Wykonawczego ITI, a od 1985 był jego honorowym prezesem);
- 1997–2010: Bogdan Hussakowski[10][11];
- od 2013: Karolina Kirsz[12][13].